# Leucadendron rubrum
Leucadendron rubrum là một loài thực vật có hoa trong họ Quắn hoa. Loài này được Burm. f. miêu tả khoa học đầu tiên.